# Celui qui doit mourir
Celui qui doit mourir (en francès Qui ha de morir), és una pel·lícula francesa de 1957 dirigida per Jules Dassin. Està basada en la novel·la El Crist de nou crucificat de l'escriptor grec Nikos Kazantzakis. Es va estrenar al 10è Festival Internacional de Cinema de Canes, on competia per la Palma d'Or i va rebre una menció especial de l'OCIC.

## Argument
En els anys 20, estant Grècia sota l'ocupació turca, els habitants d'un petit poble es preparen per a la representació anual de La Passió. L'arribada d'uns refugiats, provinents d'un llogaret saquejat pels turcs, altera l'harmonia de la vila, perquè els vilatans, convençuts que si es mostren amables amb aquests refugiats perdran el favor dels invasors, decideixen expulsar-los i no ajudar-los. Manolios, un pastor al qual li ha estat donat el paper de Jesucrist en la representació teatral, tractarà de convèncer a la gent del poblat per tenir pietat dels refugiats.

## Repartiment
- Jean Servais - Photis
- Carl Möhner - Agha
- Grégoire Aslan - Lukas
- Gert Fröbe - Patriarcheas
- Teddy Bilis - Hadji Nikolis
- René Lefèvre - Yannakos
- Lucien Raimbourg - Kostandis
- Melina Merkuri - Katerina
- Roger Hanin - Pannayotaros
- Pierre Vaneck - Manolios
- Dimos Starenios - Ladas
- Nicole Berger - Mariori
- Maurice Ronet - Michelis
- Fernand Ledoux - Grigoris

## Recepció
La pel·lícula va rebre una resposta generalment positiva. Va rebre una crítica favorable a Time i The New Yorker, i va rebre premis a l'est d'Europa socialista (Dassin era molt conegut per les seves opinions esquerranes), i fins i tot alguns catòlics liberals la van elogiar. Bosley Crowther per The New York Times la va descriure com a "brutalment realista", elogiant la "mena de candor atrevida i conducció implacable" en la manera en què treballa la lògica de la trama, i també va elogiar tot el repartiment.